# 云南园蛛
云南园蛛（学名：Araneus yunnanensis）为园蛛科园蛛属的动物。在中国大陆，分布于云南等地。该物种的模式产地在云南。其种加词 yunnanensis 意为“云南的”。